# 4-甲氧基苯乙烯
4-甲氧基苯乙烯（英語：4-Methoxystyrene，或称为4-乙烯基苯甲醚，缩写4VA）是一种不饱和芳香醚，化学式CH3OC6H4CH=CH2，常温常压下为无色液体，存在于各种食品与饮料中，能用于合成某些聚苯乙烯衍生的聚合物。4VA也是蝗虫的聚集激素，刺激蝗虫的嗅觉受体OR35来诱导其由“散居型”转变为“聚居型”。